# Дијагноза: Убиство
Дијагноза: Убиство је америчка акциона комедија и здравствена криминалистичка драма у којој су између осталих у главним улогама били Дик ван Дајк као др. Марк Слоун, лекар који решава злочине уз помоћ свог сина Стива, детектива Одељења за убиства кога је тумачио ван Дајков син Бери. Серија је почела као огранак серије Џејк и Дебели (др. Марк Слоун се први пут појавио у 19. епизоде 4. сезоне "Није ми пало на памет") да би потом настао низ од три ТВ филма и коначно телевизијска серије која је поченла на ЦБС-у 29. октобра 1993. године. Џојс Бурдит је написао сценарио за епизоду "Није ми пало на памет" серије Џејк и Дебели па је уписан као творац серије Дијагноза: Убиство.
Серија се у почетку борила за опстанак и замало је отказана после друге сезоне, али се вратила као међусезонска замена током треће сезоне, после чега је редовно продужавана. Снимљено је 178 епизода емитованих у осам сезона на каналу ЦБС у Сједињеним Државама и још два ТВ филма су приказана после отказивања серије 11. маја 2001. године. Серију је продуцирало друштво "Кетрин Ен Џорџ" и продукција "Дин Харгров" у сарадњи са продукцијом "Вајаком".
У пробној епизоди у серији Џејк и Дебели, Марк Слоун је био удовац без деце. Др. Aманду Бентли је прво тумачила Синтија Гиб у ТВ филмовима, а потом Викторија Ровел у серији. Стивен Кефри је тумачио др. Џека Паркера у ТВ филмовима, а онда га је заменио Скот Бајо као др. Џек Стјуарт у серији (прве две сезоне).
Прва два филма су снимана у Ванкуверу у Британској Колумбији, а трећи у Денверу у Колораду. Првих 8 епизода је такође снимано у Денверу, а онда је снимање брзо (и без објашњења) пресељено у Лос Анђелес, где је остало до краја серије. Од 1997. године, серија се репризира на каналима Фриформ (некадашњем АБЦ Фамили и изворно Сателитској служби ЦБН), ИОН (некадашњем Пакс ТВ-у), Халмарк, 10 Freeform, ЦБС Џастис и МиТВ.

## Радња
Средиште радње је др. Марк Слоун (Дик ван Дајк), некадашњи ратни лекар који је служио војску у јединици ПАХБ-а (Покретне армијске хируршке болнице). Кад му се служба завршила, др. Слоун је постао угледни лекар и саветник полиције који не може да одоли доброј загонетки и помоћи пријатељу у невољи. На случајевима су често радили његов син, детектив Стив Слоун (Бери ван Дајк) и стари Слоунов пријатељ Норман Бригс (Мајкл Тучи), пословођа болнице (сезоне 1−4). Др. Слоуну су помагале и колеге судска вештакиња и обдуценткиња Аманда Бентли (Викторија Ровел) и др. Џек Стјуарт (Скот Бајо) (сезоне 1−2) кога је касније заменио нови специјализант др. Џеси Травис (Чарли Шлатер) (сезоне 3−8).

## Улоге
- Дик ван Дајк као др. Марк Слоун
- Снитија Гиб (прва три ТВ филма)/Викторија Ровел (сезоне 1−8 и последња два ТВ филма) као др. Аманда Бентли
- Стивен Кефри као др. Џек Паркер (прва три ТВ филма)
- Бери ван Дајк као детектив Стив Слоун
- Маријет Хартли као Кејт Хамилтон, пословођа болнице (прва два ТВ филма)
- Скот Бајо као др. Џек Стјуарт (сезоне 1−2)
- Мајкл Тучи као Норман Бригс, пословођа болнице (сезоне 1−4)
- Делорес Хал као Делорес Мичел, Маркова тајница (сезоне 1−2)
- Чарли Шлатер као др. Џеси Травис (сезоне 3−8 и последња два ТВ филма)

## Епизоде
| Сезона | Сезона          | Епизоде         | Епизоде         | Оригинално емитовање | Оригинално емитовање |
| Сезона | Сезона          | Епизоде         | Епизоде         | Премијера            | Финале               |
| ------ | --------------- | --------------- | --------------- | -------------------- | -------------------- |
|        | Увод            | Увод            | Увод            | 20. март 1991.       | 20. март 1991.       |
|        | 1. и 2. ТВ филм | 1. и 2. ТВ филм | 1. и 2. ТВ филм | 5. јануар 1992.      | 1. мај 1992.         |
|        | 3. ТВ филм      | 3. ТВ филм      | 3. ТВ филм      | 13. фебруар 1993.    | 13. фебруар 1993.    |
|        | 1.              | 19              | 19              | 29. октобар 1993.    | 13. мај 1994.        |
|        | 2.              | 22              | 22              | 16. септембар 1994.  | 5. мај 1995.         |
|        | 3.              | 18              | 18              | 8. децембар 1995.    | 3. мај 1996.         |
|        | 4.              | 26              | 26              | 19. септембар 1996.  | 8. мај 1997.         |
|        | 5.              | 25              | 25              | 18. септембар 1997.  | 14. мај 1998.        |
|        | 6.              | 22              | 22              | 24. септембар 1998.  | 13. мај 1999.        |
|        | 7.              | 24              | 24              | 23. септембар 1999.  | 11. мај 2000.        |
|        | 8.              | 22              | 22              | 12. октобар 2000.    | 11. мај 2001.        |
|        | 4. и 5. ТВ филм | 4. и 5. ТВ филм | 4. и 5. ТВ филм | 6. фебруар 2002.     | 26. април 2002.      |

## Места

### Денвер, Колорадо
Снимање прве сезоне почело је у јулу 1993. године у Денверу у Колораду. Већина глумачке поставе и запослених продукције "Вајаком" била је у тадашњем хотелу "Апартмани посланства" у граду који се налазио у 19. улици између Кертисове и Арафоске. Један од разлога због којих се продукција Дијагнозе: Убиство налазила у Денверу је био тај што су људи из исте продукције радили тамо од 1990. године на снимању нових ТВ филмова о Перију Мејсону.
У исто време, Рејмонд Бар и његови сарадници радили су на снимању нових епизода Перија Мејсона. У и око хотела "Апартмани посланства" у то време није било необично видети неколико приколица паркираних по улици како би помогли снимање у разним пословницама и спољашњостима у и око центра Денвера.
Обе серије су продуцирали Харгров и Силверман у сарадњи са "Вајакомом". Због тога је рад обе продукције на истом месту био очигледан. Док је Пери Мејсон сниман у посебној судници изграђеној за продукцију у Денверграду и Градској згради, Дијагноза: Убиство  је привремено смештена у тада затвореној болници "Свети Лука" у 19. улици одмах источно од центра.
Када је Рејмон Бар добио неизлечиву болест касније тог лета, он више није виђан по хотелу после снимања своје последње епизоде Случај убициног пољупца (1993.). У ствари, после његовог обољевања, Пол Сорвино је виђен како улази у хотел на снимање последње епизоде Перија Мејсона снимљене у Денверу − Загонетка Перија Мејсона: Случај злих жена (1993.). После завршетка снимања исте, "Вајаком" и цело продукцијско друштво отишли су из Денвера крајем септембра и почетком октобра 1993. године међу којима је била и продукција Дијагнозе: Убиство. Због тога су само епизоде снимљене од јула до септембра 1993. године снимане у Денверу, а после тога је продукција отишла и остала у Лос Анђелесу.

### Општа болница
Општа болница је главно место радње серије. Она има шест или седам спратова у зависности од епизоде. У њој има око 400 кревета, три сале за пријем, два лекарска крила и једна Интензивна нега. Др. Марк Слоун је начелник Интерне медицине. Хотели и павиљони "Мариот" на Дрвеном брду у Лос Анђелесу су коришћени као спољашњост Опште болнице током последње три сезоне серије (а коришћени су и као коцкарница у пробној епизоди серије "Место злочина").

### Роштиљ код Боба
"Роштиљ код Боба" је име гостионице чији су сувласнииц постали Џеси Травис и Стив Слоун почетком шесте сезоне. Марк Слоун је тихи ортак. Он се налази у малом тржном центру близу Опште болнице. Сем њега, у њему су златара, путничка агенција и штедионица. Често су ту долазили запослени болнице како не би увек ишли у болничку мензу. Сви запослени имају попуст. Спољашњост "Роштиља код Боба" била радња центра "Визин" у Агури у Калифорнији где су призори ван "Роштиља код Боба" повремено снимани.

### Маркова кућа
У прве две сезоне серије, Марк Слоун живео је у кући у Денверу у Колораду. Није дато објашњење због чега се серија трајно преселила у Калифорнију у наредним епизодама.

### Кућа Слоунових на плажи
Почевши од треће сезоне, Марк и Стив Слоун живе у кући на плажи у улици Плажни прилаз 3231 на Малибуу с' тим што је Стив у подруму. Подрум је често мењан да изгледа као друга места. Права кућа је у ствари у улици Плажни пут на Малибуу у Калифорнији.

## Међунaродно приказивање
- Аустралија: 10 Bold
- Велика Британија: ББЦ 1 (до новембра 2001.), ББЦ 2 (до марта 2007.), Алиби, Халмарк, и Канал 5 од јануара 2014. године. Приказује се на ЦБС Екшн од марта 2017. године
- Естонија: ТВ3
- Ирска: РТЕ2
- Италија: РЕте 4 и Канал 5
- Јапан: НХК и Супер! Драма ТВ
- Канада: Телевизијска мрежа ЦТВ и Телевизија БУК
- Мађарска: Виасат 3 и Дуна
- Немачка: Прозибен, Канел ајнс и Сат. 1 Голд
- Сједињене Државе: ЦБС (изворно емитовање), Телевизија ИОН је репризирала серију од лета 2003. до пролећа 2005. године, Халмарк (репризе до јесени 2008.), Халмарк Мувис енд Мистерис (само ТВ филмови и дводелне епизоде). Тренутно се емитује на Старз енкору радним данима у 22 часа и на МиТВ радним данима у 23 часа
- Словенија: ПОП и ТВ3 Словенија
- Турска: ТНТ Турки
- Филипини: ТВ5
- Финска: Yle
- Француска: Франс 2
- Чешка: Прима телевизе
- Шведска: Канали 5 и 9
- Шпанија: Телекино

## Кућна издања
Дана 12. септембра 2006. године, ЦБС Хоум Ентертајнмент (уз увоз Paramount Pictures-а) је издао целу 1. сезону на ДВД-у Дијагнозе: Убиство у Области 1. У комплету је била и 19. епизода 4. сезоне Џејка и Дебелог "Није ми пало на памет" у којој је настао лик др. Марка Слоуна. Међутим, у комплету нису били ТВ филмови који су приказани пре серије. И 2. и 3. сезона су сада доступне. Две године после изласка 1. сезоне на ДВД-у у Области 1, изашао је и ДВД Дијагноза: Убиство − Циклус 1 у Области 2 је изашао 5. маја 2008. године према Amazon.co.uk.
Дана 26. јуна 2012. године, Вижуал Ентертајмент је избацио ДВД Дијагноза: Убиство − Збирка филмова у Области 1. У Сједињеним Државама, издавање је рађено преко друштва "Алхемија". У комплету од 3 диска била су сва 3 филма из 1992. и 1993. године после којих је кренула серија и преостала 2 емитована после завршетка серије.
Дана 31. децембра 2012. године, најављено је да је ВЕИ откупио права за серију (помоћу свог поддозволног уговора са ЦБС-ом) и да намерава да изда преостале сезоне на ДВД-у 2013. године. После су издали четврту и пету сезону и подељене на два ДВД-а и целе 27. августа 2013. године. Шеста сезона је издата 12. новембра 2013. године у Канади, а у Сједињеним Државама 26. новембра исте године. Седма сезона је издата 19. новембра 2013. године у Канади, а 11. фебруара 2014. у Сједињеним Државама. Осма и последња сезона издата је 19. новембра 2013. године у Канади, а у сједињеним Државама 27. маја 2014. ВЕИ је такође издао и Целу збирку 12. новембра 2013. године. У том комплету од 51 диска је било свих 178 епизода, 5 ТВ филмова, епизода "Није ми пало на памет" серије Џејк и Дебели и епизода "Девојчица је изгубила" серије Маникс која је претходница епизоде "Тврдокувано убиство". Такође и има снимак Дика ван Дајка као Роба Петрија из епизоде "Опседнутост (1. део)"
У Области 4 у Аустралији, прва сезона је издата 15. маја 2008. године, друга 6. новембра исте године, а даље није било издавано. Та два издавања су рађена преко Парамаунта. Дана 14. октобра 2015. године, прва и друга сезона су поново издате са трећом. Четврта сезона је издата 20. априла 2016. године, а пета 20. јула исте године. Та издавања рађена су преко Медмен Ентертајнмента. Шеста сезона је издата 3. маја 2017. године, седма 7. јуна, а осма 5. јула исте године. Ова издавања ишла су преко Виа Вижн Ентертајнмента. Збирка филмова издата је 7. августа 2019. године.
|  | Телевизијска збирка филмова | 5 TВ филмова                                                                           | 1992–93, 02 | 26. јун 2012.                                      | N\A              |
|  | Цела прва сезона            | 19 + Уводна епизода                                                                    | 1993–94     | 12. септембар 2006.                                | 5. мај 2008.     |
|  | Цела друга сезона           | 22                                                                                     | 1994–95     | 12. јун 2007.                                      | 9. фебруар 2009. |
|  | Цела трећа сезона           | 18                                                                                     | 1995–96     | 4. децембар 2007.                                  | 13. јул 2009.    |
|  | Цела четврта сезона         | 26                                                                                     | 1996–97     | 27. август 2013.(Канадa) 18. фебруар 2014.(САД)    | TBA              |
|  | Цела пета сезона            | 25                                                                                     | 1997–98     | 27. август 2013.(Канадa) 1. октобар 2013.(САД)     | TBA              |
|  | Цела шеста сезона           | 22                                                                                     | 1998–99     | 12. новембар 2013.(Канадa) 26. новембар 2013.(САД) | TBA              |
|  | Цела седма сезона           | 24                                                                                     | 1999–00     | 19. новембар 2013.(Канада) 11. фебруар 2014. (САД) | TBA              |
|  | Цела осма сезона            | 22                                                                                     | 2000–01     | 19. новембар 2013.(Канадa) 27. мај 2014.(САД)      | TBA              |
|  | Цела збирка                 | 178 Eпизода + Уводна епизода + 5 ТВ филмова + "Девојчица је изгубила" + Посебни додаци | 1991–02     | N12. новембар 2013.                                | TBA              |

## Књиге
Између 2003. и 2007. године, осам књига насталих на основу ТВ серије је издато. Све их је написао Ли Голдберг, бивши извршни продуцент и један од сценариста ТВ серије. Према његовој страници, више неће бити књига на основу ТВ серије. Књиге настале, по реду, су:
- Дијагноза: Убиство − Тихи ортак
- Дијагноза: Убиство − Смртоносна роба
- Дијагноза: Убиства − Сценарио за убиство
- Дијагноза: Убиство − Ружан сан који хода
- Дијагноза: Убиство − Прошло време
- Дијагноза: Убиство − Мртво слово
- Дијагноза: Убиство − Двоструки живот
- Дијагноза: Убиство − Последња реч

Прошло време је претходница епизоди "Гласови Кери" у којој је играо Џек Клугман као Хари Трамбл и ту је описана прва истрага убиства др. Марк Слоуна. Последња књига у низу Последња реч је наставак дводелних епизода "Опседнутост" и "Васкрснуће" и у њој се враћа Картер Свини кога је тумачио

### Укрштање саМонком
Два лика из књиге Смртоносна роба су се касније појавила у низу књига Лија Голдберга насталих на основу серије Монк.
- Поручник Бен Кеолоха се појавио у књизи Господин Монк одлази на Хаваје као хавајски полицајац коме Адријан Монк и Натали Тигер помажу у решевању неколико нерешених случаја на острву.
- Ијан Ладло се појавио у књизи Господин Монк и две помоћнице као лични саветник Лосанђелеског секретаријата унутрашњих послова. Током романа, Ладло је смештао неколицини, људи међу којима су били Натали, Монкова прва помоћница Шарона Флеминг и њен бивши супруг Тревор Хоув, низ бизарних убистава. Касније је Монк доказао да је Ладло починио сва убиства.